# Егалео (футбольний клуб)
ФК Егалео (грец. ΠΑΕ Αιγάλεω) — професійний грецький футбольний клуб з муніципалітету Егалео, передмістя Афін. Заснований 1931 року. Домашній стадіон — «Ставрос Мавроталассітіс». Основні клубні кольори — білий та блакитний.

## Досягнення
- Бета Етнікі: 1960-61, 1964-65, 1976-77, 1982-83, 2000-01
- Гамма Етнікі: 1998-99
- Дельта Етнікі: 1995-96

## Відомі гравці
Греція
- Анестіс Агрітіс
- Йоргос Баркоглу
- Елефтеріос Пупакіс
- Янніс Скопелітіс
- Антоніс Петропулос
- Віктор Мітропулос
- Дімітріос Константопулос

Інші країни
- Августін Кола
- Марко Марич
- Даніель Чезарек
- Даніель Едусі
- Беннард Яо Кумордзі
- Фараж Фатемі
- Олів'є Макор
- Махамаду Сідібе
- Срдан Кляєвич
- Александр Стоянович

## Виступи в єврокубках
| Сезон   | Змагання        | Раунд                   | Клуб              | Вдома | На виїзді |
| ------- | --------------- | ----------------------- | ----------------- | ----- | --------- |
| 2002–03 | Кубок Інтертото | 3-й Раунд               | Фулгем            | 1–1   | 0–1       |
| 2003–04 | Кубок Інтертото | 3-й Раунд               | Копер             | 2–3   | 2–2       |
| 2004–05 | Кубок УЄФА      | 1-й Раунд               | Генчлербірлігі    | 1–0   | 1–1       |
| 2004–05 | Кубок УЄФА      | Груповий Етап (Група E) | Мідлсбро          | 0–1   |           |
| 2004–05 | Кубок УЄФА      | Груповий Етап (Група E) | Партизан          |       | 0–4       |
| 2004–05 | Кубок УЄФА      | Груповий Етап (Група E) | Лаціо             | 2–2   |           |
| 2004–05 | Кубок УЄФА      | Груповий Етап (Група E) | Вільярреал        |       | 0–4       |
| 2005–06 | Кубок Інтертото | 3-й Раунд               | Жальгіріс Вільнюс | 1–3   | 3–2       |